# Decticita brevicauda
Decticita brevicauda är en insektsart som först beskrevs av Andrew Nelson Caudell 1907.  Decticita brevicauda ingår i släktet Decticita och familjen vårtbitare. Inga underarter finns listade i Catalogue of Life.